# 魚輪タロウ
魚輪タロウ（さかなわ タロウ）は、日本の作家、テクニカルライター、ウェブディレクター 東京都港区高輪生まれ、血液型O型。19歳で司書房よりエロ漫画家デビュー。
ペンネームの遍歴は、「たかなわたろう」→「魚輪太朗」→「魚輪タロウ」
由来は本人が高輪出身によることから。

## 概略
DVD-Videoのオーサリングや、WinMXなどのアプリケーションソフトの操作方法・レビューや製作記事、また、携帯電話スマートフォン、携帯ゲーム機などモバイル機器を扱った著書が多い。映画やアニメーションのレビューも行っている。
某商社や携帯電話メーカーのウェブディレクターとしても仕事をこなした。
PC歴はPC-8001からのラジ館マイコン世代。ビデオデッキはベータマックスSL-8300からという、アキバ歴20年以上。現在も週に一度は電気街に足を運んでいる。

## エロ漫画家時代
元エロ漫画家、1993年より漫画家として活動開始。2001年には司書房よりコミックスも一冊リリース（えろぺぐ ERO-PEG ISBN 4812805694）。
司書房を離れ、一時はワニマガジン社COMIC快楽天に作品を掲載するようになるが、「描けない」「練れない」「耐えられない」の三重苦にあえなく脱落。7年間の作品を投入した「えろぺぐ」の刊行を機に、徐々に漫画雑誌からは遠のきはじめる。
「えろぺぐ」もほとんどの版元で発行を断られていたが、ダメ元でデビューした司書房を訪ねようと三崎町を歩いていた所、偶然当時の編集長、山田俊に道端でバッタリ出会い、何故かその場で快諾されたという偶然の産物であるらしい。

## テクニカルライター
その後は三才ブックスのラジオライフやゲームラボにテクニカルライターとして執筆の場を移す。理由は、「絵を描かなくて済むのでラクそうだったから」だそうだ。
テクニカルライターとしての初書籍は「WinMX3.2の教科書」（データハウス刊）
その後、毎日コミュニケーションズ(現 マイナビ)から新書判のガジェット活用書籍を連続リリース。「読書人」や「R25」、「日経エンターテイメント」などに取り上げられ話題となる。

## 同人活動
1999年より、映画監督・押井守の作品研究を目的とするプロジェクトグループ『押井学会』非常勤会員としても活動。映像ディレクター野田真外、作家松本晶などとも交流がある。
創作は同人活動も幕張より前の晴海時代のコミケットからと古く、ワンフェスは産業貿易センターのワンフロア時代から一般参加（当時小学校5年生）。

## 著書
- 「えろぺぐ ERO-PEG」（司書房）
- 「WinMX3.2の教科書」（データハウス）
- 「WinMX＆Winny2 このファイルがすごい！」（三才ブックス）
- 「DaViDeoってどうよ？」（BNN）
- 「京ぽんの本」（毎日コミュニケーションズ）
- 「PSP Fan Book」（毎日コミュニケーションズ）
- 「京ぽん２の本」（毎日コミュニケーションズ）
- 「Gmail Book」（毎日コミュニケーションズ）
- 「新しいiPad使いこなしガイド」（三才ブックス）
- 「Kindle Fire HD StyleBOOK」（マイナビ）

ウィルコムのPHS、AH-K3001Vについて書かれた「京ぽんの本」は、発売後に10万部を突破するなど、2004年のBEST COMPUTERBOOK OF THE YEARに選ばれるベストセラーになった。「京ぽん２の本」はその後継機、WX310Kの活用術がまとめられた書籍。